# آر 160
صاروخ R160 أو آر160 أو رنتيسي 160 وهو صاروخ قسامي مطور صنع في قطاع غزة في فلسطين. صنعته كتائب عز الدين القسام الجناح العسكري لحركة حماس، وقد استخدم أول مرة في صد العدوان الإسرائيلي على غزة في عملية العاشر من رمضان في 10 رمضان 1435 هـ، 9/7/2014 م، وهي إحدى عمليات معركة العصف المأكول.ويبلغ وزن الرأس الحربي لصاروخ آر 160 ما يقرب من 100كغم حسب ما كشفت كتائب القسام .

## التسمية
أُطلق على هذا الصاروخ اسم R160 تيمناً بالشهيد القائد د. عبد العزيز الرنتيسي، فحرف الراء فيه يرمز إلى الرنتيسي، والرقم إلى مدى وصوله.

## أهميته

### قصف حيفا لأول مرة
تكمن أهمية هذا الصاروخ حيث أنه سمح ولأول مرة في تاريخ الصراع مع إسرائيل إلى الوصول لمناطق أبعد حيث ضرب العمق الإسرائيلي وصولًا مدينة حيفا، ومدينة الخضيرة ومناطق تبعد أكثر من 160 كم عن قطاع غزة.

## ردود فعل

### الإعلام الصهيوني
أطلق عليه المحللين العسكرين والإعلامين الصهاينة بسلاح يوم القيامة، و«سلاح يوم القيامة» وهو مصطلح عسكري يستخدم في الكيان منذ زمن طويل، ويشير إلى قدرة الجهات التي تقاتل دولة الكيان في امتلاك أسلحة حديثة وخطيرة على الشارع الصهيوني.
وظهر جليا من خلال التحليلات الصهيونية عبر القنوات العبرية التي تابعت خطاب الناطق باسم كتائب القسام، وجلبت محلليها لدراسة ومحاولة فهم ما بين السطور من خطاب القسام، فاستخدم جميعهم مصطلح «سلاح يوم القيامة» في إشارة لسلاح حماس.